# Robert Högfeldt
Robert Högfeldt, né le 13 février 1894 à Eindhoven aux Pays-Bas, mort le 5 juin 1986 à Stockholm en Suède, était un peintre dessinateur et caricaturiste.
Högfeldt étudie la peinture à Düsseldorf, puis, de 1913 à 1917, à l'Académie de Stockholm et à Paris. Il voyage en France et en Italie ainsi de se fixer à Stockholm.
Högfeldt était connu pour ses scènes humoristiques et illustrations de livres. 